# Tân Hưng Thuận
Tân Hưng Thuận là một phường cũ thuộc Quận 12, Thành phố Hồ Chí Minh, Việt Nam.

## Địa lý
Phường Tân Hưng Thuận nằm ở phía nam Quận 12, có vị trí địa lý...
- Phía đông giáp phường Đông Hưng Thuận
- Phía tây và phía nam giáp phường Tân Thới Nhất
- Phía bắc giáp phường Trung Mỹ Tây.

Phường Tân Hưng Thuận có diện tích 1,81 km², dân số năm 2021 là 40.759 người,  mật độ dân số đạt 22.518 người/km².

## Hành chính
Sau khi chính thức sắp xếp lại các khu phố của 11 phường thuộc địa bàn Quận 12 vào ngày 14/03/2024, phường Tân Hưng Thuận từ 7 khu phố cùng nhiều tổ dân phố ở cấp dưới sẽ chia thành 19 khu phố mới đánh số từ 1 đến 19. Điều đó đồng nghĩa với việc, phường Tân Hưng Thuận sẽ không còn cấp hành chính tổ dân phố như trước.

## Lịch sử
Phường Tân Hưng Thuận được thành lập vào ngày 23 tháng 11 năm 2006 trên cơ sở điều chỉnh 181,08 ha diện tích tự nhiên và 24.829 người của phường Đông Hưng Thuận.
Ngày 16 tháng 6 năm 2025, Ủy ban Thường vụ Quốc hội nước Cộng hòa xã hội chủ nghĩa Việt Nam khóa XV thông qua Nghị quyết 1685/NQ-UBTVQH15. Theo đó:
- Sắp xếp toàn bộ diện tích tự nhiên, quy mô dân số của các phường Tân Thới Nhất, Tân Hưng Thuận và Đông Hưng Thuận thành phường mới có tên gọi là phường Đông Hưng Thuận (khoản 32 Điều 1).

Phường Tân Hưng Thuận bị giải thể